# Première circonscription de Saint-Malo
La première circonscription de Saint-Malo est l'une des huit circonscriptions législatives françaises que comptait le département d'Ille-et-Vilaine de 1876 à 1885, de 1889 à 1919 et de 1928 à 1940.
Charles Guernier (Rad.ind.) en fut le dernier député.

## La circonscription de 1876 à 1885
Dans le découpage électoral de 1875, la première circonscription de Saint-Malo fait partie des huit circonscriptions d'Ille-et-Vilaine.
Elle était composée des cantons de Cancale, Dol, Pleine-Fougères et Saint-Malo.

### Historique des députations
| Législature | Début de mandat | Fin de mandat   | Député                   | Parti politique | Observations |
| ----------- | --------------- | --------------- | ------------------------ | --------------- | --- |
| Ire         | 9 mars 1876     | 25 juin 1877    | Charles Émile La Chambre | Constitutionnel | |
| IIe         | 14 octobre 1877 | 28 février 1878 | Charles Émile La Chambre | Constitutionnel | L'élection de Charles Émile La Chambre est invalidée par la Chambre des députés. Ce dernier est battu le 7 avril 1878 par Auguste Hovius (UR). |
| IIe         | 7 avril 1878    | 27 octobre 1881 | Auguste Hovius           | UR              | |
| IIIe        | 28 octobre 1881 | 9 novembre 1885 | Auguste Hovius           | UR              | |

### Historique des élections

#### Élections de 1876
|          | Charles Émile La Chambre | Constitutionnel    | 6 034  | 50,30  |  |  |  |  |
|          | Auguste Hovius           | Union républicaine | 5 944  | 49,55  |  |  |  |  |
|          |                          |                    |        |        |  |  |  |  |
| Inscrits | Inscrits                 | Inscrits           | 15 369 | 100,00 |  |  |  |  |
| Votants  | Votants                  | Votants            | 12 011 | 78,15  |  |  |  |  |
| Exprimés | Exprimés                 | Exprimés           | 11 995 | 99,87  |  |  |  |  |

#### Élections de 1877
|                  | Charles Émile La Chambre * | Constitutionnel    | 7 128  | 56,05  |  |  |  |
|                  | Auguste Hovius             | Union républicaine | 5 456  | 42,90  |  |  |  |
|                  |                            |                    |        |        |  |  |  |
| Inscrits         | Inscrits                   | Inscrits           | 15 833 | 100,00 |  |  |  |
| Votants          | Votants                    | Votants            | 12 772 | 80,67  |  |  |  |
| Exprimés         | Exprimés                   | Exprimés           | 12 717 | 99,57  |  |  |  |
| * Député sortant |                            |                    |        |        |  |  |  |

#### Élections partielles de 1878
|                  | Auguste Hovius             | Union républicaine | 7 525  | 59,07  |  |  |  |  |
|                  | Charles Émile La Chambre * | Orléaniste         | 5 214  | 40,93  |  |  |  |  |
|                  |                            |                    |        |        |  |  |  |  |
| Inscrits         | Inscrits                   | Inscrits           | 16 484 | 100,00 |  |  |  |  |
| Votants          | Votants                    | Votants            | 12 783 | 77,55  |  |  |  |  |
| Exprimés         | Exprimés                   | Exprimés           | 12 740 | 99,66  |  |  |  |  |
| * Député sortant |                            |                    |        |        |  |  |  |  |

#### Élections de 1881
|                  | Auguste Hovius *         | Union républicaine | 6 227  | 51,46  |  |  |  |
|                  | Charles Émile La Chambre | Monarchiste        | 3 679  | 30,40  |  |  |  |
|                  | Jean-Baptiste Mainsard   | Monarchiste        | 2 100  | 17,35  |  |  |  |
|                  |                          |                    |        |        |  |  |  |
| Inscrits         | Inscrits                 | Inscrits           | 16 183 | 100,00 |  |  |  |
| Votants          | Votants                  | Votants            | 12 140 | 75,02  |  |  |  |
| Exprimés         | Exprimés                 | Exprimés           | 12 101 | 99,68  |  |  |  |
| * Député sortant |                          |                    |        |        |  |  |  |

## La circonscription de 1889 à 1919
Elle reprend le découpage de 1875.

### Historique des députations
| Législature | Début de mandat  | Fin de mandat   | Député                     | Parti politique | Observations |
| ----------- | ---------------- | --------------- | -------------------------- | --------------- | ------------ |
| Ve          | 12 novembre 1889 | 14 octobre 1893 | Charles Émile La Chambre   | Monarchiste     |              |
| VIe         | 15 octobre 1893  | 31 mai 1898     | François Brune             | Opportuniste    |              |
| VIIe        | 1er juin 1898    | 31 mai 1902     | François Brune             | Prog.           |              |
| VIIIe       | 1er juin 1902    | 31 mai 1906     | Charles Auguste La Chambre | ALP             |              |
| IXe         | 1er juin 1906    | 31 mai 1910     | Charles Guernier           | GD              |              |
| Xe          | 1er juin 1910    | 31 mai 1914     | Charles Guernier           | ARD             |              |
| XIe         | 1er juin 1914    | 7 décembre 1919 | Charles Guernier           | G.rad.          |              |

### Historique des élections

#### Élections de 1889
| Candidats | Candidats                | Étiquette    | Premier tour | Premier tour | Ballotage | Ballotage |  |
| Candidats | Candidats                | Étiquette    | Voix         | %            | Voix      | %         |  |
| --------- | ------------------------ | ------------ | ------------ | ------------ | --------- | --------- |  |
|           | Charles Émile La Chambre | Monarchiste  | 5 516        | 44,88        | 6 062     | 48,59     |  |
|           | François Brune           | Opportuniste | 4 344        | 35,34        | 5 286     | 42,37     |  |
|           | Robert Auguste Surcouf   | Boulangiste  | 2 506        | 20,39        | 1 126     | 9,03      |  |
|           |                          |              |              |              |           |           |  |
| Inscrits  | Inscrits                 | Inscrits     | 16 305       | 100,00       | 16 307    | 100,00    |  |
| Votants   | Votants                  | Votants      | 12 389       | 75,98        | 12 518    | 76,77     |  |
| Exprimés  | Exprimés                 | Exprimés     | 12 292       | 99,22        | 12 476    | 99,67     |  |

#### Élections de 1893
|          | François Brune        | Opportuniste         | 7 513  | 69,49  |  |  |  |
|          | Claude Léouzon-le-Duc | Rallié-Révisionniste | 3 278  | 30,32  |  |  |  |
|          |                       |                      |        |        |  |  |  |
| Inscrits | Inscrits              | Inscrits             | 16 317 | 100,00 |  |  |  |
| Votants  | Votants               | Votants              | 11 246 | 68,92  |  |  |  |
| Exprimés | Exprimés              | Exprimés             | 10 812 | 96,14  |  |  |  |

#### Élections de 1898
|                  | François Brune *              | Progressiste | 7 952  | 63,88  |  |  |  |
|                  | Edmond Houitte de la Chesnais | Monarchiste  | 4 503  | 36,17  |  |  |  |
|                  |                               |              |        |        |  |  |  |
| Inscrits         | Inscrits                      | Inscrits     | 16 661 | 100,00 |  |  |  |
| Votants          | Votants                       | Votants      | 12 629 | 75,80  |  |  |  |
| Exprimés         | Exprimés                      | Exprimés     | 12 449 | 98,57  |  |  |  |
| * Député sortant |                               |              |        |        |  |  |  |

#### Élections de 1902
|          | Charles Auguste La Chambre | Action libérale         | 6 358  | 52,20  |  |  |  |
|          | Charles Jouanjan           | Républicain ministériel | 5 669  | 46,54  |  |  |  |
|          | Albert Bourdas             | Progressiste            | 107    | 0,88   |  |  |  |
|          | Édouard Charrier           | POF                     | 15     | 0,12   |  |  |  |
|          |                            |                         |        |        |  |  |  |
| Inscrits | Inscrits                   | Inscrits                | 16 969 | 100,00 |  |  |  |
| Votants  | Votants                    | Votants                 | 12 323 | 72,62  |  |  |  |
| Exprimés | Exprimés                   | Exprimés                | 12 181 | 98,85  |  |  |  |

#### Élections de 1906
|                  | Charles Guernier             | Gauche démocratique | 7 187  | 51,22  |  |  |  |
|                  | Charles Auguste La Chambre * | Action libérale     | 6 850  | 48,85  |  |  |  |
|                  |                              |                     |        |        |  |  |  |
| Inscrits         | Inscrits                     | Inscrits            | 17 840 | 100,00 |  |  |  |
| Votants          | Votants                      | Votants             | 14 087 | 78,96  |  |  |  |
| Exprimés         | Exprimés                     | Exprimés            | 14 031 | 99,60  |  |  |  |
| * Député sortant |                              |                     |        |        |  |  |  |

#### Élections de 1910
|                  | Charles Guernier * | Gauche démocratique-ARD | 8 597  | 62,45  |  |  |  |
|                  | Pierre Ménard      | Rép.G                   | 5 090  | 36,98  |  |  |  |
|                  | Charles Le Petit   | Soc. ind                | 85     | 0,62   |  |  |  |
|                  | Charles Termelet   | Anarchiste              | 4      | 0,03   |  |  |  |
|                  |                    |                         |        |        |  |  |  |
| Inscrits         | Inscrits           | Inscrits                | 17 560 | 100,00 |  |  |  |
| Votants          | Votants            | Votants                 | 13 965 | 79,53  |  |  |  |
| Exprimés         | Exprimés           | Exprimés                | 13 766 | 98,58  |  |  |  |
| * Député sortant |                    |                         |        |        |  |  |  |

#### Élections de 1914
|                  | Charles Guernier * | Gauche radicale | 8 068  | 95,97  |  |  |  |
|                  | Honoré Commeurec   | SFIO            | 339    | 4,03   |  |  |  |
|                  |                    |                 |        |        |  |  |  |
| Inscrits         | Inscrits           | Inscrits        | 17 397 | 100,00 |  |  |  |
| Votants          | Votants            | Votants         | 11 636 | 66,89  |  |  |  |
| Exprimés         | Exprimés           | Exprimés        | 8 407  | 72,25  |  |  |  |
| * Député sortant |                    |                 |        |        |  |  |  |

## La circonscription de 1928 à 1940
Le découpage électoral de 1927 ne modifie pas celui de 1875.

### Historique des députations
| Législature | Début de mandat | Fin de mandat  | Député           | Parti politique | Observations |
| ----------- | --------------- | -------------- | ---------------- | --------------- | ------------ |
| XIVe        | 1er juin 1928   | 31 mai 1932    | Charles Guernier | AD              |              |
| XVe         | 1er juin 1932   | 31 mai 1936    | Charles Guernier | Rad.ind.        |              |
| XVIe        | 1er juin 1936   | 9 juillet 1940 | Charles Guernier | Rad.ind.        |              |

### Historique des élections

#### Élections de 1928
| Candidats        | Candidats                        | Étiquette                 | Premier tour | Premier tour | Ballotage | Ballotage |  |
| Candidats        | Candidats                        | Étiquette                 | Voix         | %            | Voix      | %         |  |
| ---------------- | -------------------------------- | ------------------------- | ------------ | ------------ | --------- | --------- |  |
|                  | Charles Guernier *               | Gauche radicale-All. Dèm. | 6 486        | 48,97        | 8 331     | 70,33     |  |
|                  | Alphonse Gasnier-Duparc          | Radical socialiste        | 3 050        | 23,03        |           |           |  |
|                  | Fernand Jézéquel                 | SFIO                      | 2 153        | 16,25        | 3 212     | 27,96     |  |
|                  | Eugène Brager de La Ville-Moysan | Action française          | 1 252        | 9,45         | 122       | 1,03      |  |
|                  | Charles Manceau                  | PC-SFIC                   | 305          | 2,30         | 180       | 1,52      |  |
|                  |                                  |                           |              |              |           |           |  |
| Inscrits         | Inscrits                         | Inscrits                  | 16 321       | 100,00       | 16 321    | 100,00    |  |
| Votants          | Votants                          | Votants                   | 13 454       | 82,43        | 12 258    | 75,11     |  |
| Exprimés         | Exprimés                         | Exprimés                  | 13 246       | 98,45        | 11 845    | 96,63     |  |
| * Député sortant |                                  |                           |              |              |           |           |  |

#### Élections de 1932
|                  | Charles Guernier * | Radical ind.             | 8 078  | 61,98  |  |  |  |
|                  | Jacques Gonnon     | SFIO                     | 4 390  | 33,68  |  |  |  |
|                  | Émile Guitton      | Radical-socialiste       | 293    | 2,25   |  |  |  |
|                  | Pierre Donnio      | PC-SFIC                  | 272    | 2,09   |  |  |  |
|                  | Pierre Bourgeain   | Socialiste collectiviste | 1      | 0,01   |  |  |  |
|                  |                    |                          |        |        |  |  |  |
| Inscrits         | Inscrits           | Inscrits                 | 16 276 | 100,00 |  |  |  |
| Votants          | Votants            | Votants                  | 13 348 | 82,01  |  |  |  |
| Exprimés         | Exprimés           | Exprimés                 | 13 034 | 97,65  |  |  |  |
| * Député sortant |                    |                          |        |        |  |  |  |

#### Élections de 1936
|                  | Charles Guernier * | Radical ind. | 7 418  | 57,65  |  |  |  |
|                  | Jacques Gonnon     | SFIO         | 4 999  | 38,85  |  |  |  |
|                  | Émile Guitton      | Répub. ind   | 292    | 2,25   |  |  |  |
|                  | Georges Wascat     | PC-SFIC      | 159    | 1,24   |  |  |  |
|                  |                    |              |        |        |  |  |  |
| Inscrits         | Inscrits           | Inscrits     | 16 189 | 100,00 |  |  |  |
| Votants          | Votants            | Votants      | 13 287 | 82,07  |  |  |  |
| Exprimés         | Exprimés           | Exprimés     | 12 868 | 96,85  |  |  |  |
| * Député sortant |                    |              |        |        |  |  |  |